# Inscripció de Niğde
La Inscripció de Niğde és un monument de tipus neohittita amb inscripció jeroglífica luvita, datat al segle VIII aC. Va ser descoberta l’any 1975 a la ciutat de Niğde (actual Turquia), situada al centre de la península d’Anatòlia. Aquesta peça constitueix un dels testimonis epigràfics més destacats del Regne de Tuwana i de la iconografia de les deïtats anatòliques durant l’Edat del Ferro.
Actualment, la inscripció es conserva i s’exposa al Museu Arqueològic de Niğde, on constitueix una de les peces més destacades de la col·lecció d’escultura i epigrafia de l’Edat del Ferro a Anatòlia.

## Descobriment
La peça va ser localitzada fortuïtament el 1975, reutilitzada com a esglaó d’una mesquita a la ciutat de Niğde, col·locada boca avall. Aquest tipus de reutilització d’esteles i elements epigràfics antics com a material de construcció és relativament freqüent a Anatòlia, on el substrat monumental de les civilitzacions de l’Edat del Ferro va ser sovint aprofitat en edificacions posteriors.
Niğde ha estat històricament un enclavament ocupat per diverses cultures de l’Orient antic, inclosos hitites, neohittites, assiris i altres pobles de la regió d’Anatòlia central.

## Context històric i datació
La inscripció de Niğde s’atribueix a l’època del rei Warpalawa, monarca del Regne de Tuwana, i al seu fill i successor Muwaharani. La datació més acceptada per a la peça correspon a la segona meitat del segle VIII aC. Aquest període coincideix amb l’expansió de la influència neoassíria sobre els regnes neohittites del sud d’Anatòlia i el nord de Síria.
La darrera menció documentada de Warpalawa en fonts neoassíries es produeix l’any 709 aC, quan apareix com a vassall del rei assiri Sargon II. Això permet situar la possible cronologia de l’estela entre finals del segle VIII i inicis del segle VII aC.

## Descripció i iconografia
La inscripció, de basalt negre, presenta unes dimensions aproximades de 2 metres de llargada per 1 metre d’amplada. Malgrat el desgast que presenta en ambdós costats, encara conserva bona part del seu relleu i inscripció. Actualment es conserva al Museu Arqueològic de Niğde.

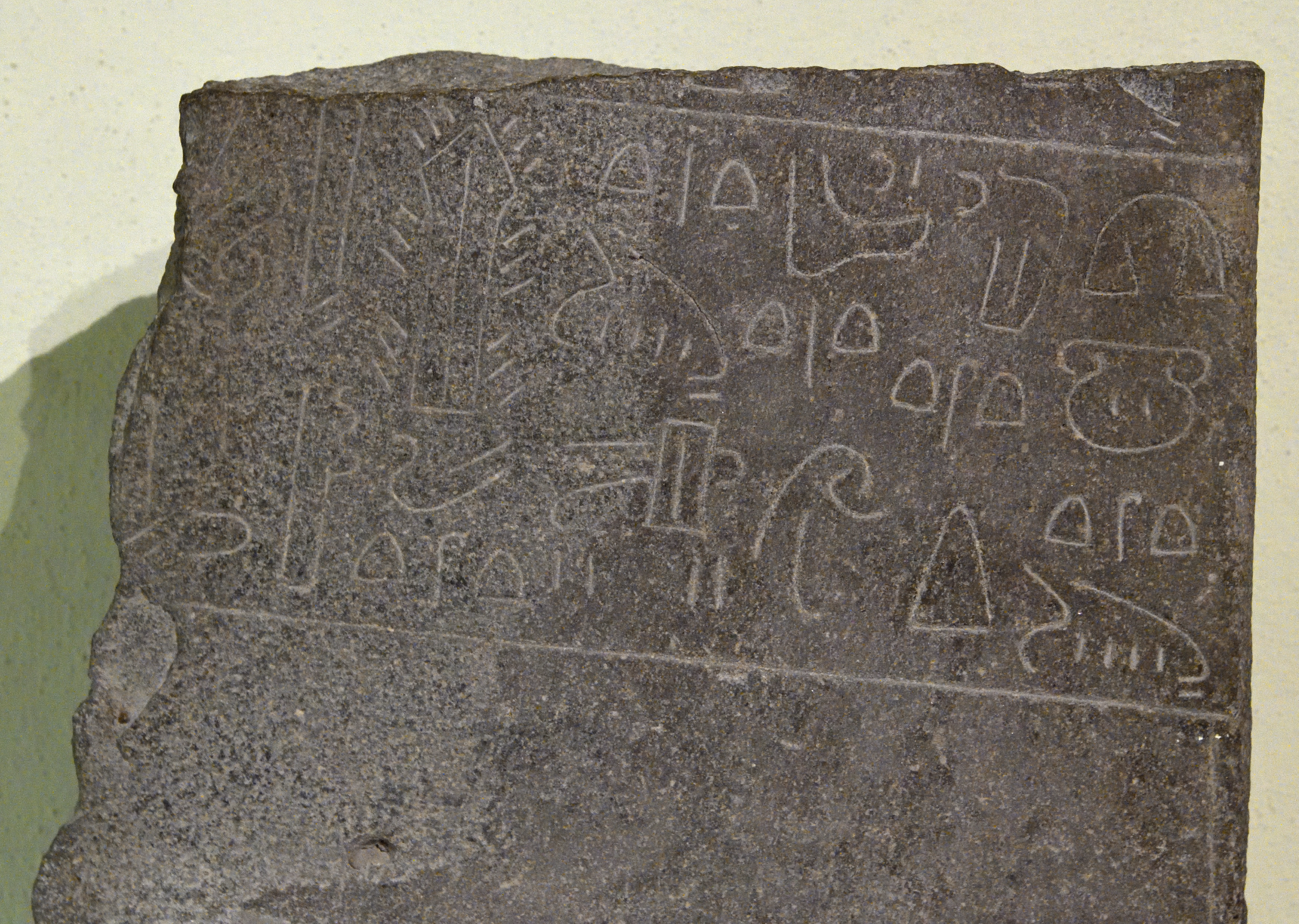
Detall de la Inscripció de Niğde.

La representació principal de l’estela mostra el déu Tarhunza, la divinitat de la tempesta i una de les figures més venerades en el panteó anatòlic i neohitita. Tarhunza apareix de perfil, mirant cap a la dreta, vestit amb una túnica senzilla i un cinturó ricament decorat amb peces penjants. El cap porta un casc amb banyes, símbol de divinitat, i calça botes fines fins als turmells, ornades amb un acabat meticulós.
La barba i els cabells de Tarhunza estan esculpits mitjançant incisions profundes que generen rínxols de traç regular, estilísticament propers als models escultòrics neoassiris. El déu sosté en una mà una destral doble i en l’altra un trident de llampecs, atributs habituals associats a la tempesta i al poder diví. L’escena incorpora, a més, elements com raïms i garbes de cereal, possiblement al·legories de fertilitat i prosperitat.

### Inscripció
La inscripció, en jeroglífic luvita, es troba tallada a la vora dreta de l’estela i ocupa una franja vertical. El text és breu i constitueix una dedicatòria del personatge Muwaharani, fill de Warpalawa. La fórmula epigràfica presenta Muwaharani com a “rei” i “heroi”, destacant la seva vinculació amb el déu Tarhunza i els déus en general.
El contingut pot resumir-se així:
“Muwaharani, l’heroi, el rei, estimat per Tarhunza i pels déus, fill de Warpalawa, el governador, l’heroi.”
Aquesta fórmula respon a un patró habitual en les inscripcions reials neohitites, que buscaven legitimar el poder del sobirà per mitjà de la seva connexió directa amb la divinitat protectora del regne i els seus avantpassats.

## Interpretació
La inscripció i la representació que hi figura s'ha interpretat com una manifestació pública de poder i legitimitat dinàstica. En aquest context, l’ús d’una dedicatòria a Tarhunza i la invocació dels déus no només reforçava el paper protector de la divinitat sobre el sobirà i el regne, sinó que també projectava una imatge de continuïtat dinàstica i estabilitat en una època marcada per la pressió política i militar de l’Imperi Neoassiri.
Aquesta peça s’insereix dins el corpus d’art i epigrafia neohitita d’Anatòlia meridional, on la combinació d’iconografia tradicional local i elements assiris és un reflex de la complexa realitat cultural de la regió durant el període d’influència assíria.